# محوطه چال جون
محوطه چال جون مربوط به دوران‌های تاریخی پس از اسلام است و در شهرستان کهگیلویه، روستای شیتاب واقع شده و این اثر در تاریخ ۲۴ فروردین ۱۳۸۲ با شمارهٔ ثبت ۸۳۰۹ به‌عنوان یکی از آثار ملی ایران به ثبت رسیده است.